# Calapnita phyllicola
Calapnita phyllicola is een spinnensoort uit de familie trilspinnen (Pholcidae). De soort komt voor in Maleisië, Borneo & Sumatra.